# ソユーズTM-10
ソユーズTM-10 (Союз ТМ-10 / Soyuz TM-10) は、宇宙ステーション・ミールへの往来を目的とした、10回目の有人ミッションである。コールサインは「ヴルカーン（火山）」。

## 乗組員

### 打上げ時
- ゲンナジー・マナコフ (1) -  ソビエト連邦
- ゲンナジー・ストレカロフ (4) -  ソビエト連邦

### 帰還時
- ゲンナジー・マナコフ (1) -  ソビエト連邦
- ゲンナジー・ストレカロフ (4) -  ソビエト連邦
- 秋山豊寛 (1) -  日本

## ミッションハイライト
ソユーズTM-11でミールを訪れた日本人レポーターの秋山豊寛が、地球へ帰還する際に搭乗したことで知られる。
ソユーズTM-10は、クバント2モジュールの飼育装置に届ける4羽のウズラを乗せて、ミールの後部ポートに到着した。ウズラの1羽はミールに向かう途中で卵を産んでいた。この卵は、130kgの実験結果や工業製品とともにソユーズTM-9で無事地球に帰還した。
TM-10は131日間ミールに接続されていた。TBSの特別番組『日本人初!宇宙へ』で、降下モジュールにカメラが取り付けられ、帰還する宇宙飛行士の姿を中継した。

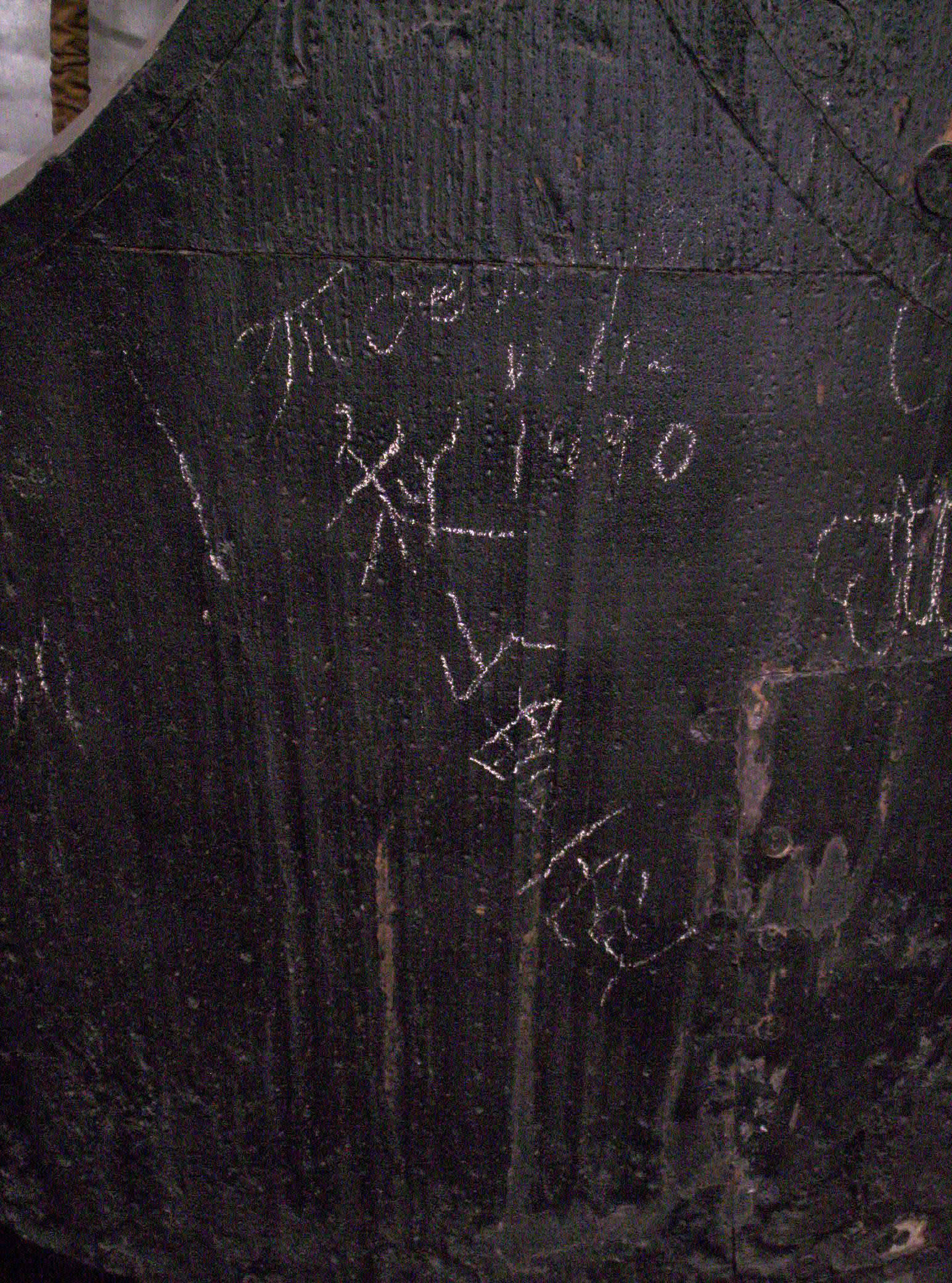
ソユーズTM-10の壁に刻まれた秋山豊寛たち搭乗者のサイン